# Espressionismo tedesco (letteratura)
Per comprendere il movimento espressionistico nel suo pieno senso, bisogna prima di tutto inserirlo nel contesto storico-sociale in cui esso si è sviluppato. Quando l'espressionismo comincia a presentarsi nell'ambito artistico e letterario in Germania, l'ambiente che devono affrontare gli espressionisti è caratterizzato dall'ostilità tra il potere politico e gli artisti interessati al nuovo.

## Contesto storico-sociale
La società tedesca dalla fine dell'Ottocento ai primi decenni del Novecento presenta delle profonde contraddizioni. Si tratta di una realtà che si stava trasformando velocemente come un risultato inevitabile della tecnicizzazione e della modernizzazione. È una sorta di cambiamento radicale in tutti gli aspetti (compresi quello filosofico, ideologico ed estetico). Di fronte ai mutamenti sociali, le persone reagiscono in diversi modi: gli uni pensano che il cambiamento sia la causa di crisi e di decadenza, gli altri sono convinti invece che porti libertà e progresso. Le contraddizioni vanno cercate nel periodo dalla riunificazione (1871) alla fine della prima guerra mondiale. Dopo l'unificazione e in particolare, dopo le dismissioni di Otto von Bismarck nel 1890, la figura di Guglielmo II (1888-1918) diventa sempre più negativa per la sua gestione del potere estremamente autoritaria e per la sua politica culturale che non accetta nessuna apertura nei confronti dell'arte moderna. Gli espressionisti, opponendosi a questa politica, cercano di far emergere l'importanza dell'autonomia dell'arte perché essa non venga più sfruttata come mezzo di propaganda politica dell'imperatore. Il «nuovo pathos» espressionista non è solo una nuova forma di linguaggio letterario ma è anche considerato come una categoria psicologica, conoscitiva, estetica e morale. Gli espressionisti vanno contro la nuova classe che accompagna l'ascesa al potere dell'imperatore. Il pathos antiborghese spinge gli espressionisti a creare la propria identità espressa nelle loro opere con uno stile estetico completamente opposto a quello borghese. C'è da porre l'accento che pur comportandosi come gli opposti, la maggior parte degli espressionisti ha accettato come inevitabile la problematica della «doppia esistenza» (Benn), cioè la frattura tra ambizioni puramente artistiche e necessità della vita borghese.
Il disagio degli autori espressionisti è causato anche dai processi di modernizzazione socio-culturale. La Germania in questo periodo si sta trasformando da un paese agricolo a uno industriale. Tanti espressionisti reagiscono a questi processi con un atteggiamento di profondo scetticismo e pessimismo. L'industrializzazione e l'automatizzazione sono pensate come cause dell'instabilità delle istituzioni e della dissoluzione sociale. Da tale atteggiamento alcuni temi connessi cominciano a diffondersi: la demonizzazione della grande città, percepita come il centro di tutti i mali portati dalla civilizzazione; la demonizzazione del denaro, della tecnica, della democrazia. Inoltre, si approfondisce la crisi dell'individuo, dell'alienazione della vita moderna. (In Kafka, la burocrazia nel Processo e nel Castello è negativamente vista ed è anche il motivo per l'interpretazione pessimista dell'esistenza).
Un ulteriore problema che gli espressionisti devono affrontare riguarda la società di massa. È il risultato più vistoso del processo di industrializzazione e di urbanizzazione. Tale risultato provoca la crisi dell'artista e dell'intellettuale perché in questa società temono di perdere la propria individualità di uomini e il proprio ruolo di artisti e d'intellettuali. In questa sfida, cercano di identificarsi con l'«uomo nuovo», il «superuomo», l'eroe. Nella società di massa, l'espressionismo «recupera il patrimonio di una cultura reazionaria, conservatrice, anteriore all'industrializzazione e al liberalismo e quindi pre-moderna». La critica al mondo borghese e ai processi di modernizzazione che comportano la cosiddetta società di massa è un luogo comune della letteratura di fine secolo. Quella espressionista si differenzia da tutte le altre perché è concepita all'interno di un modo di pensare che salta da un estremo all'altro e conosce solo il parossismo. In un caso o nell'altro interpreta il mondo e la storia partendo dalla consapevolezza di essere arrivati alla fine di un'epoca e di non essere in grado di produrre più nulla di originale e per questo non resta niente da fare che attendere catastrofi.

## Temi principali
Fin dall'inizio, il baricentro dell'espressionismo, almeno di quello letterario, gravita intorno a Berlino. L'immagine di una grande metropoli è già, da Baudelaire, l'attrazione costante della letteratura moderna in Europa. Sin dalla nascita di «Nuovo Club» (dal 1909) e di «Cabaret neopatetico» (dal 1910), l'espressionismo ha un carattere metropolitano che durerà fino al 1914. Kurt Hiller (1885-1972) ha riunito nel «Nuovo Club» diversi giovani talenti come Jakob van Hoddis, Georg Heym, Ernst Blass ed Else Lasker-Schüler. Insieme hanno propagato l'aspetto estetico della grande metropoli che rappresenta lo spazio in cui l'uomo moderno esercita il massimo dello stress causato dalle veloci trasformazioni sociali. Lo spazio urbano oramai è coperto dall'angoscia e dallo smarrimento. Ciò vale per la vita dell'individuo immerso in quello spazio. La letteratura metropolitana, perciò, assume il senso di dare spazio ai temi prima poco frequentati che puntano alla ferrovia e alle stazioni (si ricorda ancora dell'immagine del treno trovata nella poesia di Stadler Reise über die Kölner Rheinbrücke bei Nacht commentata da C. Ceserani come «l'irruzione del treno nella letteratura moderna», oppure degli altri mezzi di trasporto, la macchina e la metropolitana, che sono simboli della modernità). Gli autori tentano di modernizzare la letteratura adeguandola ai ritmi della vita moderna. Allo stesso tempo si crea la congenialità tra il linguaggio letterario e quello cinematografico. Il critico Klaus Scherpe specifica questo processo come «la letterarizzazione del film» e la «filmizzazione della letteratura».
Ladislao Mittner parla dell'anno 1914 come l'«anno-limite» della letteratura tedesca perché segna la fine (o l'inizio della fine) del «mondo di ieri». Questo «mondo di ieri» è caratterizzato dai valori ottocenteschi e delle certezze borghesi. L'espressionismo, a partire da questa data, si può distinguere in tre fasi. La prima, che si può chiamare la fase del primo espressionismo, va dall'inizio del Novecento allo scoppio della prima guerra mondiale e fa emergere l'interesse per i fenomeni della decadenza e della crisi. La seconda fase, tra il 1914 e il 1919, l'espressionismo di guerra, sviluppa i temi fondamentali del pacifismo e della rivoluzione, riflettendo anche l'impatto degli eventi bellici. In particolare, durante gli anni della guerra mondiale si fa molto sentire lo slancio utopico e l'espressionismo arriva alla sua massima diffusione. Nella terza fase, la tardo- espressionista, l'espansione continua ma si vede anche il suo esaurimento, come già aveva intuito Iwan Goll nel 1921 proclamando che «l'espressionismo è morto».
Nelle produzioni letterarie di queste tre fasi si registra lo stretto legame tra l'espressionismo e la guerra, dovuto soprattutto al fatto che gli autori stessi hanno avuto esperienze dirette, reali e immaginarie legate, al conflitto mondiale. Il linguaggio usato è perciò molto ‘espressivo’ per poter esprimere queste esperienze. La guerra, dal punto di vista della produzione letteraria, apre nuove prospettive e impone nuovi soggetti. In una poesia di Georg Heym, Der Krieg, la guerra viene rappresentata allegoricamente come un dio terrificante con l'ambiente ormai caratterizzato dalla distruzione e dalla morte. Non molto diversamente da Heym, Stramm, nella sua raccolta Tropfblut (Sangue gocciolante, 1919), ha interpretato la guerra come un evento mitico o cosmico e come un momento dell'eterno dinamismo della vita cui è impossibile sottrarsi. Stramm nelle sue poesie non ha espresso solo la disperazione e l'orrore della guerra ma ha cercato anche di far sconvolgere la percezione del mondo interiore e la realtà esterna. Seguendo il filone di Heym e Stramm, Reinhard Goering (1887-1936) ha scritto i suoi drammi sulla guerra. Possiamo nominare un suo dramma che è Seeschlacht (Battaglia navale), scritto nel 1917. È un'opera messa in scena da Max Reinhardt nel 1918, ha un grande successo e rimarrà come un esempio particolarmente espressionistico. I personaggi, i sette marinai, sono tipicizzati e stilizzati in modo da assomigliarsi tutti. I marinai non hanno nomi. L'estrema situazione dei sette marinai poco prima della battaglia diventa un'allegoria della situazione esistenziale dell'uomo e del suo «essere gettato nel mondo», come Heidegger ha commentato. Da una parte, il dramma può essere considerato pacifista e antimilitarista perché pone sotto gli occhi di tutti l'assurdità e gli orrori della guerra facendo emergere la debolezza dell'individuo di fronte a questi orrori. Dall'altra parte, esprime le perplessità sulla sensatezza della guerra e i marinai coinvolti nella battaglia finiscono per trasformarsi in perfette macchine da guerra.
Esiste un altro modo di interpretare la guerra all'interno del movimento espressionista. Se per August Stramm e per gli altri autori la guerra è un evento cosmico, regolato da leggi esterne iscritte nella natura umana, per Brecht (con i suoi drammi fra cui Die heilige Johanna der Schlachthöfe – Santa Giovanna dei macelli e Mutter Courage und ihre Kinder – Madre coraggio e i suoi figli) e gli altri la guerra ha delle precise cause storiche e le sue leggi dipendono dai ben concreti rapporti di lotta tra il capitale e la classe operaia . Prima di Brecht, si può ricordare questo ragionamento nel dramma Die Wandlung – La trasformazione, 1919 di Ernst Toller che ha messo in scena dei banchieri come rappresentanti della cosiddetta strumentalizzazione economica della guerra e della corruzione nel sistema capitalistico. Lo stretto collegamento fra l'industria capitalistica e la dinamica della guerra si mostra anche in Gas II di Kaiser con le stesse persone anonime. Mentre Goering trasforma la guerra in un grande problema metafisico, Kaiser mette in rilievo gli aspetti storico-sociali del conflitto.
In relazione al tema della guerra, gli espressionisti toccano anche il discorso sul corpo. È un corpo dolente, straziato e mutilato che con il protrarsi della guerra diventa un tema centrale dell'arte espressionista. E non si esagera se si afferma che l'espressionismo, nella sua forma più autentica, è una letteratura del dolore. Il nuovo pathos invocato degli espressionisti è un modo di percepire il mondo che ci circonda sub specie doloris, cioè sotto forma di sofferenze o di «disagio della civiltà». La sofferenza e il disagio si evincono dal senso di estraneità che il soggetto prova nei confronti di se stesso o del mondo moderno. Il senso di oppressione a volte arriva alla violenza nelle sue forme più estreme. Walter Hasenclever nel suo dramma, Der Sohn (Il figlio, 1914) tratta dell'omicidio del padre come inevitabile conseguenza di una sofferenza e di un'oppressione insopportabili. Solo raramente l'atto di violenza liberatorio riesce a vincere l'ansia, l'angoscia e la disperazione ormai diffuse, anzi le immagini dell'impotenza, del disorientamento o dell'alienazione sono molto frequenti nella letteratura e nell'arte espressionista. Per questa frequenza, Thomas Anz ha parlato di una «psicopatologia espressionista». La guerra diventa a questo punto come un fattore che fa crescere ancora di più questo disagio generalizzato perché la realtà appare sempre più assurda e incomprensibile. Il corpo che soffre viene ben rappresentato. La letteratura è interessata in particolare alle condizioni di vita degli operai e degli emarginati e punta sulle cause sociali del loro dolore e della loro miseria: sfruttamento, sovraffaticamento da lavoro, mancanza di igiene, ecc. Nei romanzi di Dickens, il corpo viene letto come la biografia sociale di una persona perché conserva le tracce della violenza che ha subito nella società. Kaiser protesta contro la deformazione che il corpo subisce quando diventa una funzione del processo lavorativo di cui fa parte e ci presenta degli uomini ridotti a piedi giganteschi a forza di servire la macchina, dandoci una delle immagini più suggestive dell'alienazione moderna prodotta dalla tecnica.

## Protagonisti del movimento
La letteratura espressionista si manifesta più visibilmente in Germania nel decennio 1910-1920. In questa letteratura si può parlare dell'urlo e della distruzione che sono le principali caratteristiche della guerra. La lirica è sin dall'inizio il genere preferito della letteratura espressionista come testimoniano le prime raccolte di poesie di Heym e Werfel mentre, nel dramma il ‘nuovo pathos’ comincia a contaminare solo dal 1913. Dagli anni Dieci, le poesie e i testi brevi in genere vengono elaborati diffusamente e costituiscono il volto ufficiale del movimento con la nascita di circoli come il «Nuovo Club» o lo «Sturm» allo scopo di propagandare la «rivoluzione» espressionista. La svolta apportata dall'espressionismo alla poesia tradizionale è sia di tipo contenutistico che di tipo formale, ma si lascia identificare solo in parte con la matrice della «rivoluzione» o della «distruzione delle forme», il che è stato considerato per tanto tempo sinonimo della lirica espressionista. Lo sperimentalismo Wortkunst e in particolare le poesie di Stramm possono apparire come una «rivoluzione del linguaggio» ed un momento di totale rottura con la tradizione. Stramm sostituisce il sistema della «grammatica» con quello del «ritmo» e del «sentimento». Le forme tradizionali vengono gradualmente modificate. I versi sciolti e liberi prevalgono sempre di più su quelli in rima, sulle strofe e sui metri regolari. Si evidenzia quella «dissipazione della lingua» mirante alla «dissipazione del mondo» ponendo l'accento sulla «carica distruttiva».

### August Stramm (1874-1915)
Mittner dedica una parte ben curata nella sua critica del movimento a mettere in rilievo la particolarità dell'aspetto linguistico utilizzato da Stramm. Lo Stramm lirico, forse influenzato dal futurismo, ha strutturato le sue opere (soprattutto nelle raccolte poetiche Du e Die Menschheit e nella postuma Tropfblut) con enunciati brevi, frantumati e condensati in un nucleo semantico. Questo stile lo rende eccezionale e non si trova in nessun altro espressionista. Le sue poesie di guerra sono ben ricordate da Ungaretti e sono «quasi una feroce prefigurazione del Porto Sepolto». Si può prendere un esempio nella poesia Untreu (Infedele) in cui Stramm utilizza l’ossimoro moderato («Dein Lächeln weint in meiner Brust» - Il tuo sorriso mi piange nel petto); alcune innovazioni linguistiche con degli arricchimenti della funzione verbale (il verbo versargen usato in sostituzione quasi metamorfica del verbo normale einsargen, e hasten, ‘affrettarsi’ è forzato in transitivo); l'indiretta disputa tra pronomi Du, Dich, Ich (Du, il titolo della racconta ad esempio, è oggettivato come nome proprio, può essere addirittura titolare di terza persona nella poesia Wunder in cui comincia con «Du steht!» e chiude con il normalizzato «Du / Stehst».
Gli esperimenti drammatici di Stramm procedono da grotteschi a quasi naturalistici. Sancta Susanna, commenta Mittner, è il «frammentismo delle proposizioni, tutte brevissime e tutte, senza eccezioni, interrotte da puntini di sospensione». In caso di Erwachen (Risveglio, 1915) e Geschehen, Stramm inserisce nell'ambiente borghese un «dramma cosmico-mitico» della liberazione dei due sessi e fa notare l'incomunicabilità fra l'uomo e la donna che è la causa della loro solitudine. Il linguaggio di Stramm, in particolare nelle scene di Kräfte (1914-1915) passa progressivamente «dalla banalità del lessico quotidiano al grido espressionistico». L'autore si concentra massimamente nella parola-urlo con diverse sfumature: in una scena Stramm condensa il monologo della donna sul cadavere dell'uomo amato e odiato nel grido triplice con i tre pronomi Du, Dich, Ich «Tu giaci ora immobile. Te hanno ucciso. Io fui a voler la tua morte», a volte è un grido violento per poi arrivare sino a un grido lacerante. I drammi di Stramm, insieme con quelli di Schreyer e Kokoschka hanno lasciato delle tracce inconfondibili contribuendo a determinare il teatro espressionista di avanguardia.
Nello stile di Stramm si può verificare un'estrema manifestazione della ricerca della frontiera dell'Io tipicamente espressionistico. Per Stramm si tratta di una sorta d'incomunicabilità. In termini grammaticali, è una forma negativa, come mostra nell'incipit di Paul Zech «le case hanno schiuso gli occhi», o più forte quello doloroso di Alfred Ehrenstein «Così nevica su di me il tempo morto». È anche frequente l'identificazione del mondo nell'Io negli espressionisti: «Io sono la foresta» (Becher); «Allora divento tappeto, prato rosso vellutato» (Däubler), ecc.

### Gottfried Benn (1886-1956)
La ricerca dell'Io espressionistico si trova rilevante in Benn soprattutto con la sostantivazione dell'Io. Essa diventa uno dei temi principali del linguaggio benniano nella sua produzione letteraria comprendente sia poesie che prose (fra cui si ricordano la conferenza Das moderne Ich, 1920; la prosa Das lette Ich, 1921 e il testo autobiografico Epilog und lyrisches Ich, 1927). Benn mette in evidenza, tramite le sue opere, il rapporto fra il mondo e l'Io. Nella sua raccolta Lyrisches Ich, emerge il disfacimento dell'Io trasmettendo il «sentimento della disformazione». Si va dall'«in Dorn des Ich» («negli spini dell'Io») all'«Ich-Zerfall» («decadenza dell'Io») e allo «Zerprengtes Ich» («Io spaccato»). Si osservi Schöpfung:
six days – wer weiss, wer, wer kwnnt den Ort -,

nach all dem Schluck-und Schreiverdammten:

das erste Ich, das erste Wort.

Ein Wort, ein Ich, ein Flaum, ein Feuer,

ein Fackelblau, ein Sternenstrich, -

woher, wohin – ins Ungeheurer

von Leerem Raum um Wort, um Ich.»
(Da giungle, da una sei giorni impantanata in coccodrilli – chi sa, chi conosce il luogo -, dopo tutta la dannazione di sorso e di grido: il primo Io, la prima parola. Una parola, un Io, una lanugine, un fuoco, un azzurro di fiaccola, una fila di stelle – da dove, verso dove – nell'immensità dello spazio vuoto attorno alla parola, all'Io).
Il testo ci fa notare della particolarità delle maiuscole al capoverso, della frequenza delle brevissime proposizioni nominali, della poesia sonora e spesso recitata o dell'enunciazione iniziale composta di elementi esclusivamente nominali (ad esempio: «Marrone come cognac. Marrone come fogliame. Rosso marrone. Giallo malese. / Diretto Berlino-Trelleborg e spiagge baltiche»).
A livello dei temi, Benn pone al centro la questione della rottura, della caducità totalmente difforme dalla tradizione perché esaspera fino all'eccesso il verismo dell'espressione (nelle nove poesie di Morgue), oppure la riduzione dell'uomo a carne dolente e peritura allo scopo di contrastare due tradizioni di pensiero: quella religiosa che viene capovolta e ridicolizzata nella famosa battuta «Il coronamento del creato, l'uomo, il maiale» e quella filosofica che postula l'idea di una soggettività autonoma, razionale e cosciente.

### Georg Trakl (1887-1914)
Benn, Stramm, Heym, Trakl, ecc., sono tutti fondatori dell'espressionismo letterario. Contini pone la questione su se Heym e Trakl siano stati innovatori linguistici. Rispondendo a questa domanda, Contini cita Stadle quando parla del caso di Heym, in particolare della «durezza troppo rigida della forma» osservando la postuma Umbra vitae. Anche Benn nota della «lontananza dall'espressionismo proverbiale» di Heym.
Trakl è tradizionalmente considerato espressionista. Ha fatto, dopo il 1945, da punto di riferimento valido per grandi lirici di lingua tedesca. Dal punto di vista ideologico e culturale, ciò che associa Trakl all'espressionismo è soprattutto la critica alla civilizzazione. Il suo profondo pessimismo gli impedisce di avere nessun sogno di rinnovamento e di lasciarsi convincere dall'entusiasmo per la tecnica e per la guerra. In Trakl si trova il rifiuto dello stile di vita borghese. La vita di Trakl riflette il disagio della cultura e l'incapacità di vivere in una società opprimente, nemica dell'arte autentica e dell'originalità. Uno dei punti di contatto che resta fra Trakl e l'espressionismo è la considerazione negativa del paesaggio metropolitano. Lo si mostra progressivamente nelle poesie Die schöne Stadt (La bella città), In die Heimat (Al paese) e Vorstadt in Föhn. Si presentano inoltre, nelle opere di Trakl, il lamento e la rabbia per le mutilazioni di cui soffrono gli uomini che devono vivere nella città e la speranza in una nuova umanità che porterà la liberazione da questi mali (si ricorda ad esempio la poesia An die Vertummten, Agli ammutoliti). Tramite le sue opere, Trakl trasmette il suo sguardo negativo sulla città metropolitana. La guerra viene presentata dall'autore come lo scoppio immotivato di una catastrofe che sconvolge un mondo prima tranquillo. Nelle Grodek e Klage (Lamento), lo scenario caratterizzato dall'uso espressivo del colorismo, fa pensare al sangue e al lutto che si diffonde in tutta la natura.
Dal punto di vista tipologico-stilistico, si parla di una serie di deficienze grammaticali e di procedimenti concepiti non solo per allentare le strutture sintattiche che gli altri come Baudelaire e Mallarmé hanno lasciato intatte, ma anche per creare un'inconsueta ricchezza di riferimenti semantici che invade singoli versi, singole strofe o tutto il testo. In brevi parole, come sostiene Larcati, l'espressionismo di Trakl consiste nel montare impulsi estremamente soggettivi e personali come quelli provenienti dal nero senza preoccuparsi dei passaggi logici, delle restrizioni semantiche o delle regole della sintassi. Ciò testimonia che Trakl è uno degli innovatori linguistici? Secondo Contini, rispondere positivamente a tale domanda sarebbe poco convincente. Per supportare quest'opinione, Contini parla delle «rarissime deviazioni linguistiche» trovate nelle poesie di Trakl mentre conferma che «il più specifico dato linguistico dell'espressionismo sia la riduzione de-formante alle radici e la selva di sostanze in cui si urta emergendo da una realtà buia».

### Alfred Döblin (1878-1957)
Mentre gli autori tedeschi sopra citati sono familiari per la prima ondata espressionistica in Germania, Alfred Döblin può perfettamente essere una personalità rilevante per la seconda ondata della «irradiazione» del movimento che coincide con gli anni della repubblica di Weimar (1919-1933). Il romanzo Berlin Alexanderplatz (1929) diventa il best seller e fa del suo autore il rappresentante più conosciuto. La tendenza espressionistica in Döblin si mostra già nei suoi primi prodotti letterari. Il romanzo, Der schwarze Vorhang. Roman von den Worten und Zufällen (La tenda nera. Storia di parole e di casi fortuiti, 1902-1903) parla della storia di un assassino sessuale e il conseguente suicidio per incapacità di amare un giovane solipsista e alla fine confessa che «Ich wollte keine Liebe. Meine Einsamkeit – wollte – ich - verlassen» («Non desideravo amare. Volevo – abbandonare – la mia solitudine»). Nel romanzo, Döblin pone l'accento sul rapporto necessario tra le parole insincere e le azioni delittuose. La posteriore novella, Die Ermordung einer Butterblume, narra di un commerciante-banchiere che prova un inconscio sentimento di colpa, tipico dell'uomo di città, davanti alla natura; incapace di reagire di fronte agli uomini, egli si libera del suo complesso ‘assassinando’ un fiore e poi diventa un sadico megalomane nel suo ufficio. In particolare, Berlin Alexanserplatz mette al centro la classe operaia berlinese in quegli anni ponendo la questione espressionistica che è la metropoli. La città di Berlino è diventata ormai una Babele moderna in cui emergono tutte le problematiche causate dallo sviluppo delle metropoli, dalla scoperta della società di massa e dal processo d'industrializzazione. L'uomo in questa città vive di una tragicommedia, nella follia e nella solitudine (Il film Metropolis, 1927, di Fritz Lang, per esempio, tratta di tutte queste problematiche).